# Ban Dai

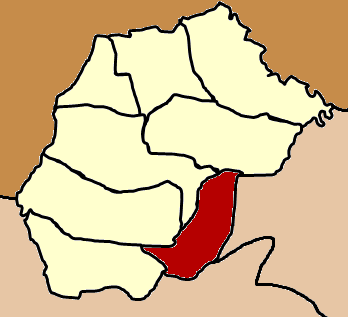
Ban Dai in het district Mae Sai

Ban Dai (Thai: บ้านด้าย) is een tambon in de amphoe Mae Sai in de provincie Chiang Rai. De tambon heeft een oppervlakte van 32,5 km² en telde in mei 2011 in totaal 3866 inwoners.
De burgemeester van Ban Dai is Naifeungsakdi Feungwatnaphanit.

## Geografie
| Aangrenzende tambons | Aangrenzende tambons | Aangrenzende tambons | Aangrenzende tambons | Aangrenzende tambons |
| -------------------- | -------------------- | -------------------- | -------------------- | -------------------- |
| Pong Pha             |                      | Si Mueang Chum       |                      |                      |
|                      |                      |                      |                      |                      |
| Pong Ngam            | Si Don Mun           |                      |                      |                      |
|                      |                      |                      |                      |                      |
| Huai Khrai           |                      | Chan Chawa Tai       |                      | Chan Chawa           |

Ban Dai heeft een langwerpige vorm, uitstrekkend van het zuidwesten naar het noordoosten. De tambon wordt begrensd in het westen door Pong Ngam en Pong Pha, in het noorden door Si Mueang Chum, in het oosten door Si Don Mun en in het zuiden door Chan Chawa, Chan Chawa Tai en Huai Khrai. De dorpen in Ban Dai bevinden zich voornamelijk aan de randen van het tambon.
In Ban Dai bevinden zich geen bergen of heuvels.

### Bestuurlijke indeling
Pong Ngam bestaat uit de volgende acht mubans:
| No. | Naam             | Thai         | Inwoners |  |
| 1.  | Ban Dai          | บ้านด้าย       | 911      |  |
| 2.  | Ban Kio Phrao    | บ้านกิ่วพร้าว    | 301      |  |
| 3.  | Ban Dong Pa Sak  | บ้านดงป่าสัก    | 444      |  |
| 4.  | Ban San Sai Noi  | บ้านสันทรายน้อย | 644      |  |
| 5.  | Ban San Pu Loei  | บ้านสันปูเลย    | 382      |  |
| 6.  | Ban Pa Bong Ngam | บ้านป่าบงงาม   | 500      |  |
| 7.  | Ban San Sali     | บ้านสันสลี      | 172      |  |
| 8.  | Ban Pa Koi       | บ้านป่าก๋อย     | 512      |  |

### Demografie
Ban Dai telde in mei 2011 in totaal 3866 inwoners, waarvan 1862 man was en 2004 vrouw. De tambon telde destijds 1638 huishoudens. Zes jaar eerder, in 2005, telde Ban Dai 6,5 procent minder inwoners; de tambon telde toen 4117 inwoners, waarvan 2000 mannen en 2117 vrouwen. Het aantal huishoudens steeg tussen 2005 en 2011 van 1553 naar 1638.

## Religie
In Ban Dai bevinden zich zeven boeddhistische tempels en één kerk.

## Gezondheid
In Ban Dai bevindt zich een publiek ziekenhuis en ook twee private ziekenhuizen.

## Veiligheid
In Ban Dai bevindt zich een politiebureau en ook een centrum voor civiele verdediging.